# Buthraupis aureodorsalis
Buthraupis aureodorsalis là một loài chim trong họ Thraupidae.